# Государственная жилищная инспекция

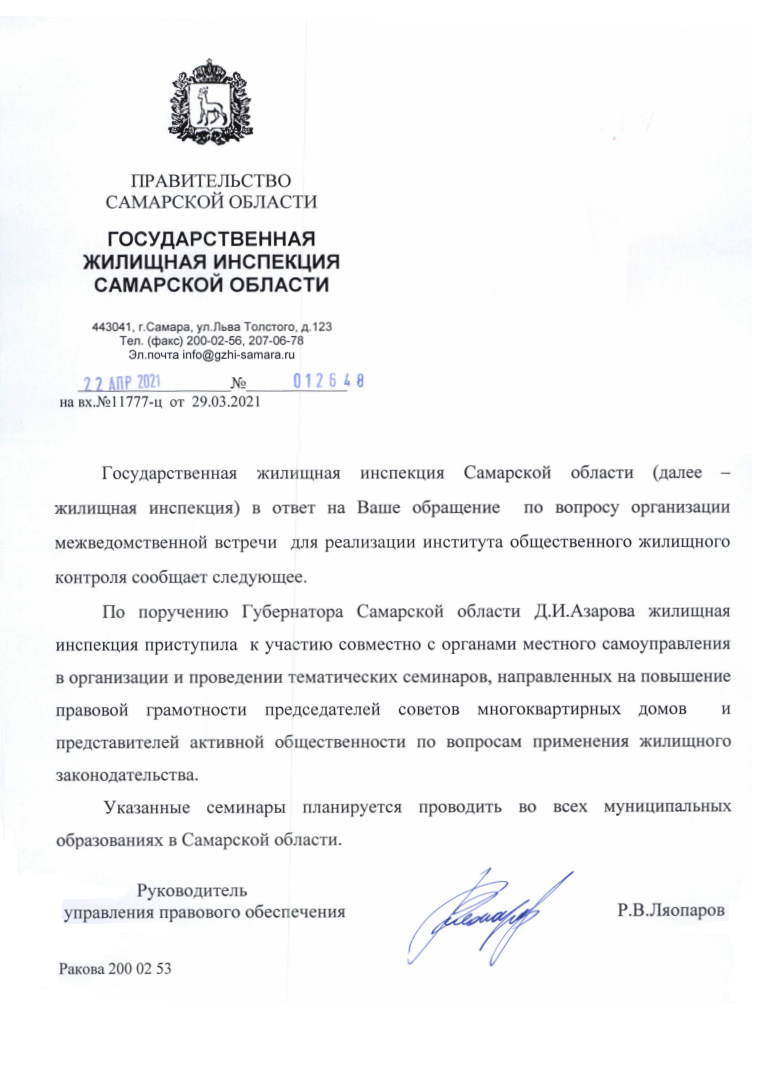
Государственная жилищная инспекция, информирует о реализации Общественного жилищного контроля, органами Территориального общественного самоуправления (ТОС)

Государственная жилищная инспекция (ГЖИ, Госжилинспекция) — государственный исполнительный орган жилищного надзора  за деятельностью ТСЖ и управляющих организаций ЖКХ в субъектах Российской Федерации.

## Правовая основа
Государственная жилищная инспекция в Российской Федерации была утверждена и действовала на основании Постановления Правительства РФ от 26 сентября 1994 г. N 1086 «О Государственной жилищной инспекции».
С 2013 года инспекция осуществляет свою работу на основании положений Постановления Правительства РФ от 11.06.2013 N 493 «О государственном жилищном надзоре» и положений региональных Правительств. Государственная жилищная инспекция находится в подчинении у региональных министерств ЖКХ, в некоторых регионах находится в подчинении вице-губернатора. Данное постановление утратило силу на основании Постановления Правительства РФ от 30.09.2021 г. N 1670.
Постановлением Правительства РФ от 30.09.2021 г. N 1670 утверждены Общие требования к организации и осуществлению регионального государственного жилищного контроля (надзора) http://publication.pravo.gov.ru/Document/View/0001202110120010.

## Руководство
В 2014 году Постановлением Правительства РФ от 12.09.2014 № 927 введена должность Главного государственного жилищного инспектора Российской Федерации в составе Министерстве строительства и жилищно-коммунального хозяйства Российской Федерации, определены его полномочия. 
- Должность занимал заместитель министра Министерства строительства и ЖКХ РФ Андрей Чибис (2013–2019)[3].
- В декабре 2019 года Главным государственным жилищным инспектором Российской Федерации назначен заместитель Министра строительства и жилищно-коммунального хозяйства России Максим Егоров[4].
- Распоряжением Правительства Российской Федерации от 27 декабря 2021 года № 3885-р главным государственным жилищным инспектором Российской Федерации назначен заместитель Министра строительства и жилищно-коммунального хозяйства Российской Федерации Алексей Ересько[5].

## Функции
Постановлением Госстроя РФ от 27 сентября 2003 г. N 170 установлены Правила и нормы технической эксплуатации жилищного фонда. По требованию пункта 1.10. Государственный контроль за их соблюдением возложен на Государственную жилищную инспекцию.
По требованию пункта 9 статьи 55.25 Градостроительного Кодекса Российской Федерации осуществляет надзор за состоянием твердого дорожного покрытия и тротуаров на придомовой территории.
По требованию Постановления Правительства РФ № 491 от 13.08.2006 «Об утверждении Правил содержания общего имущества в многоквартирном доме» и Постановления Правительства РФ № 290 от 03.04.2013 «О минимальном перечне услуг и работ необходимых для обеспечения надлежащего содержания общего имущества в многоквартирном доме, и порядке их оказания и выполнения». Государственная жилищная инспекция осуществляет государственный надзор за управляющими организациями, осуществляющих обслуживание многоквартирных домов.
- По требованию Постановления Правительства РФ № 290, жилищная инспекция осуществляет государственный надзор за стенами домов, фундаментов. Выявляет наличие, характер и величины трещин в перекрытиях, отслоения защитного слоя бетона и оголения арматуры, следит за целостность оконных и дверных заполнений, за отслоением краски от стен, торчащие электропровода, уборку снега и мусора. С 2019 года по требованию статьи 27 осуществляет надзор за пожарной безопасностью многоквартирных домов.[10]

- По требованию главы № II Постановления Правительства РФ № 491, жилищная инспекция осуществляет государственный надзор за уборку и санитарно-гигиеническую очистку помещений общего пользования, а также земельного участка, входящего в состав общего имущества, за сбор и вывоз жидких бытовых отходов, за мерами пожарной безопасности, за содержанием озеленения и благоустройства, за мероприятиями по энергосбережению, за инженерными системами водоснабжения и электрического оборудования, входящих в состав общего имущества.[11]

По требованию главы 19 Жилищного Кодекса, «Государственная жилищная инспекция» — выдаёт разрешение (лицензию) управляющим организациям в сфере ЖКХ. По жалобе граждан осуществляет внеплановые выездные проверки, объявляет предостережения и выдаёт предписания управляющим организациям об устранении нарушений, в судебном порядке лишает лицензии. Привлекает управляющие организации и ТСЖ к административной ответственности по статье 7.22 КоАП.

## Муниципальный и общественный жилищный контроль
По требованию статьи 17.1 Федерального закон от 06.10.2003 N 131-ФЗ «Об общих принципах организации местного самоуправления в Российской Федерации» на органы муниципальных образований возложен «муниципальный жилищный контроль» (МЖК) но только в отношении тех жилых домов, где имеется доля муниципального имущества.
По требованию статьи 3 Постановления Правительства Российской Федерации от 26 декабря 2016 г. N 1491 «О порядке осуществления общественного жилищного контроля» и пункта 8 статьи 20 Жилищного кодекса РФ. Субъектами Общественного жилищного контроля являются: Общественные палаты и общественные советы субъектов и муниципальных образований при органах исполнительной и законодательной власти, депутаты и их помощники, органы Территориальных общественных самоуправлений (ТОС), общественные объединения и некоммерческие организации, а также иные заинтересованные лица. Общественный жилищный контроль проводится в форме общественного мониторинга, информируя государственную или муниципальную жилищную инспекцию о выявленных нарушениях.
По требованию пункта 3 статьи 10 Закона «О полиции» – участковый уполномоченный полиции наделён правом проведения проверок и составления административных протоколов, направляя собранный материал, в органы жилищной инспекции. В 2020 году в период пандемии COVID-19, органы жилищного надзора находились на карантине и проверки не проводили, в этот период в некоторых населённых пунктах, органам жилищной инспекции помогала полиция, которая по запросам, проводила проверки и направляла собранный материал в надзорное ведомство.

## Форменная одежда
Форменная одежда и знаки различия государственной жилищной инспекции в субъектах утверждаются и принимаются на усмотрение правительства субъекта Российской Федерации. Так, форменную одежду имеет «Мосжилинспекция» в Москве, а также жилищная инспекция Московской, Тверской, Нижегородской областей.